# Diocesi di Membressa
La diocesi di Membressa (in latino Dioecesis Membressitana) è una sede soppressa e sede titolare della Chiesa cattolica.

## Storia
Membressa, identificabile con Medjez el-Bab nell'odierna Tunisia, è un'antica sede episcopale della provincia romana dell'Africa Proconsolare, suffraganea dell'arcidiocesi di Cartagine.
Alla diocesi di Membressa vengono attribuiti sette vescovi. Lucio prese parte al concilio di Cartagine convocato il 1º settembre 256 da san Cipriano per discutere della questione relativa alla validità del battesimo amministrato dagli eretici, e figura al 62º posto nelle Sententiae episcoporum. Salvio partecipò al concilio di Cabarsussi, tenuto nel 393 dai massimianisti, setta dissidente dei Donatisti, e ne firmò gli atti; fu condannato, assieme agli altri vescovi massimianisti, nel concilio donatista di Bagai del 394. Alla conferenza di Cartagine del 411, che vide riuniti assieme i vescovi cattolici e donatisti dell'Africa romana, presero parte il cattolico Gennadio e il donatista Restituto. Secondo sant'Agostino di Ippona, Gennadio fu eletto sulla sede di Membressa al posto di Salvio; questo lascerebbe supporre che Salvio si sia convertito al cattolicesimo. Bonifacio intervenne al sinodo riunito a Cartagine dal re vandalo Unerico nel 484, in seguito al quale venne esiliato. Pascasio e Vittore infine intervennero rispettivamente al concilio cartaginese del 525 e a quello antimonotelita del 646.
Dal 1933 Membressa è annoverata tra le sedi vescovili titolari della Chiesa cattolica; dal 9 dicembre 2023 il vescovo titolare è Cristiano Guilherme Borro Barbosa, vescovo ausiliare di Boston.

## Cronotassi

### Vescovi
- Lucio † (menzionato nel 256)
  - Salvio † (prima del 393 - dopo il 394) (vescovo donatista)
- Gennadio † (menzionato nel 411)
  - Restituto † (menzionato nel 411) (vescovo donatista)
- Bonifacio † (menzionato nel 484)
- Pascasio † (menzionato nel 525)
- Vittore † (menzionato nel 646)

### Vescovi titolari
- John Aloysius Morgan † (6 marzo 1969 - 21 maggio 2008 deceduto)
- Waldemar Passini Dalbello (30 dicembre 2009 - 3 dicembre 2014 nominato vescovo coadiutore di Luziânia)
- Fernand Joseph Cheri III, O.F.M. † (12 gennaio 2015 - 21 marzo 2023 deceduto)
- Cristiano Guilherme Borro Barbosa, dal 9 dicembre 2023